# スルファドキシン
スルファドキシン（Sulfadoxine または sulphadoxine）は超長持効間型スルホンアミドであり、ピリメタミンと併用してマラリアの治療に用いられる。 
マラリアの予防にも用いられるが、高い耐性のため、用いられなくなっている。
日本ではスルファドキシン・ピリメタミン合剤は2009年に製造販売が中止されている。

## 作用機序
スルファドキシンはジヒドロプテロイン酸シンターゼを競合的に阻害し、葉酸合成を妨げる。

## 参考資料
1. ↑  Medical Treatment - Sulphadoxine and Pyrimethamine Archived 2007-12-28 at the Wayback Machine..
2. ↑  https://www.who.int/malaria/areas/preventive_therapies/pregnancy/en/
3. ↑  “High levels of sulphadoxine-pyrimethamine resistance Pfdhfr-Pfdhps quintuple mutations: a cross sectional survey of six regions in Tanzania.”. Malar J 13:  152. (2014). doi:10.1186/1475-2875-13-152. PMC 3998221. PMID 24751352.
4. ↑  “わが国におけるマラリア治療薬”. www.niid.go.jp. 2021年4月23日閲覧。